# Emirhan İlkhan
Emirhan İlkhan (Estambul, Turquía, 6 de enero de 2004) es un futbolista turco que juega de centrocampista en el Torino F. C. de la Serie A.

## Trayectoria
Canterano del Beşiktaş J. K., comenzó a entrenar con el primer equipo en 2021. Debutó como profesional contra el Antalyaspor en la victoria en la tanda de penaltis por 1-1 (4-2) de la Supercopa de Turquía de 2021 el 5 de enero de 2022, entrando como suplente de última hora en el minuto 80.
Después de media temporada jugando con el primer equipo, fue traspasado en agosto al Torino F. C. A mitad de campaña fue cedido a la U. C. Sampdoria y la siguiente al Estambul Başakşehir F. K.

## Selección nacional
Es internacional en categorías inferiores por Turquía, habiendo representado a las selecciones sub-16 y sub-18.

## Estadísticas

### Clubes
Actualizado al último partido disputado el 26 de mayo de 2024.
| Club                              | Div.          | Temporada     | Liga  | Liga  | Copas nacionales | Copas nacionales | Copas internacionales | Copas internacionales | Total | Total |
| Club                              | Div.          | Temporada     | Part. | Goles | Part.            | Goles            | Part.                 | Goles                 | Part. | Goles |
| --------------------------------- | ------------- | ------------- | ----- | ----- | ---------------- | ---------------- | --------------------- | --------------------- | ----- | ----- |
| Beşiktaş J. K. Turquía            | 1.ª           | 2021-22       | 11    | 1     | 1                | 0                | 0                     | 0                     | 12    | 1     |
| Beşiktaş J. K. Turquía            | Total club    | Total club    | 11    | 1     | 1                | 0                | 0                     | 0                     | 12    | 1     |
| Torino F. C. · Italia             | 1.ª           | 2022-23       | 4     | 0     | 0                | 0                | —                     | —                     | 4     | 0     |
| U. C. Sampdoria · Italia          | 1.ª           | 2022-23       | 8     | 0     | 0                | 0                | —                     | —                     | 8     | 0     |
| U. C. Sampdoria · Italia          | Total club    | Total club    | 8     | 0     | 0                | 0                | 0                     | 0                     | 8     | 0     |
| Estambul Başakşehir F. K. Turquía | 1.ª           | 2023-24       | 30    | 1     | 4                | 1                | —                     | —                     | 34    | 2     |
| Estambul Başakşehir F. K. Turquía | Total club    | Total club    | 30    | 1     | 4                | 1                | 0                     | 0                     | 34    | 2     |
| Torino F. C. · Italia             | 1.ª           | 2024-25       | 0     | 0     | 0                | 0                | —                     | —                     | 0     | 0     |
| Torino F. C. · Italia             | Total club    | Total club    | 4     | 0     | 0                | 0                | 0                     | 0                     | 4     | 0     |
| Total carrera                     | Total carrera | Total carrera | 53    | 2     | 5                | 1                | 0                     | 0                     | 58    | 3     |

## Palmarés

### Títulos nacionales
| Título               | Club           | País    | Año  |
| -------------------- | -------------- | ------- | ---- |
| Supercopa de Turquía | Beşiktaş J. K. | Turquía | 2021 |